# Соколов, Григорий Максимович
Григорий Максимович Соколов (1912, село Порховцы, Смоленская губерния — 27 декабря 1941, Калужская область) — командир звена 25-го истребительного авиационного полка 59-й авиационной бригады 7-й армии Северо-Западного фронта, старший лейтенант. Герой Советского Союза.

## Биография
Родился в 1912 в селе Порховцы Бельского уезда в семье крестьянина. Русский. Член ВКП(б) с 1938 года. Его детские, школьные и юношеские годы прошли в деревне Бортное Батуринского района Смоленской области. Окончив начальную школу, Григорий трудится в хозяйстве отца, так как для продолжения учёбы в семье не было средств. В 1929 году уехал в город Ленинград, поступил работать на завод, окончил рабфак.
В Красной Армии с 1932 года. По собственной просьбе направлен в авиацию. Был бортмехаником, затем стал лётчиком-истребителем. Участвовал в национально-революционной войне испанского народа 1936—1939 годов. За проявленную храбрость в боях под Гвадалахарой был награждён орденом Красной Звезды. По возвращении из Испании окончил офицерскую школу лётчиков-истребителей.
Участвовал в боях на реке Халхин-Гол в 1939 году, в освободительном походе советских войск в Западную Украину и Западную Белоруссию 1939 году.
Талант Соколова, как бесстрашного истребителя особенно ярко проявился в период войны с Финляндией 1939—1940 годов. В наградном листе, подписанном командующим ВВС 7-й армии Героем Советского Союза С. П. Денисовым, отмечалось: «17 февраля 1940 года в смелом воздушном бою сбил два самолёта противника. 19 февраля в паре с товарищем вступил в бой с 12-ю вражескими истребителями „Fokker D-21“. Действуя искусно, самоотверженно, сбил две неприятельские машины. 29 февраля, преследуя отступающего противника, несмотря на сильный обстрел, точными штурмовыми ударами уничтожил 8 вражеских автомашин». Всего в боях с белофиннами к марту 1940 года старший лейтенант Соколов совершил 75 успешных боевых вылетов, блестяще выполнив все задания командования, в 3 воздушных боях сбил 4 самолёта противника.
Указом Президиума Верховного Совета СССР от 21 марта 1940 года за образцовое выполнение боевых заданий командования на фронте борьбы с финской белогвардейщиной и проявленные при этом доблесть и мужество старшему лейтенанту Соколову Григорию Максимовичу присвоено звание Героя Советского Союза с вручением ордена Ленина и медали «Золотая Звезда».
Участник Великой Отечественной войны с первых дней. Был командиром эскадрильи 24-го ИАП Московской зоны ПВО. 21 июля 1941 года вылетел на самолёте ЛаГГ-3 с аэродрома С.Лыкшино на перехват неопознанного самолёта. В воздушном бою самолет Соколова загорелся и упал в 2.5 км С-В ж.д. ст. Ерденево. Лётчик погиб.
Похоронен на городском кладбище Малоярославца. Большую исследовательскую работу по пояснению судьбы и обстоятельств гибели Г.М. Соколова провёл возглавляемый А.Э. Бауэром малоярославецкий «Полк Красных Следопытов». Имя Героя носят улица и школа в этом городе. В этом же районе его именем названа деревня.
Награждён орденами Ленина, Красной Звезды.